# Cueva del Rayo

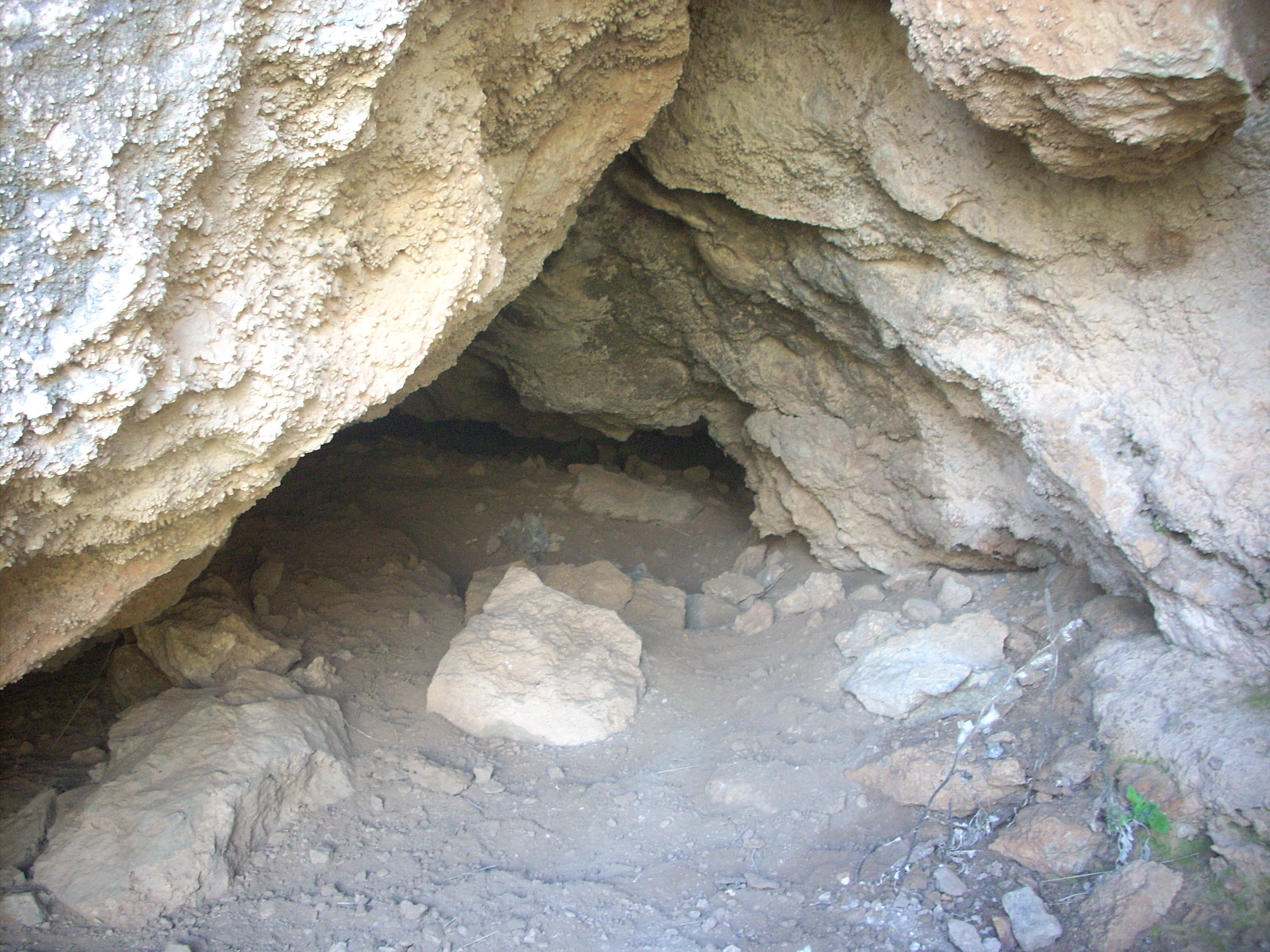
Interior de la Cueva del Rayo

Cueva del Rayo es un hábitat prehistórico en cueva. Es uno de los testimonios más antiguos de población documentados en el municipio de Puerto Lumbreras (Región de Murcia, España). Se emplaza en el sector central de la Sierra de Enmedio, en la ladera alta de un relieve que presenta fuertes pendientes en todas sus vertientes. Fue declarado bien catalogado por su relevancia cultural por resolución de fecha 20 de mayo de 2010 (BORM nº 181 de 7 de agosto de 2010).

## Emplazamiento

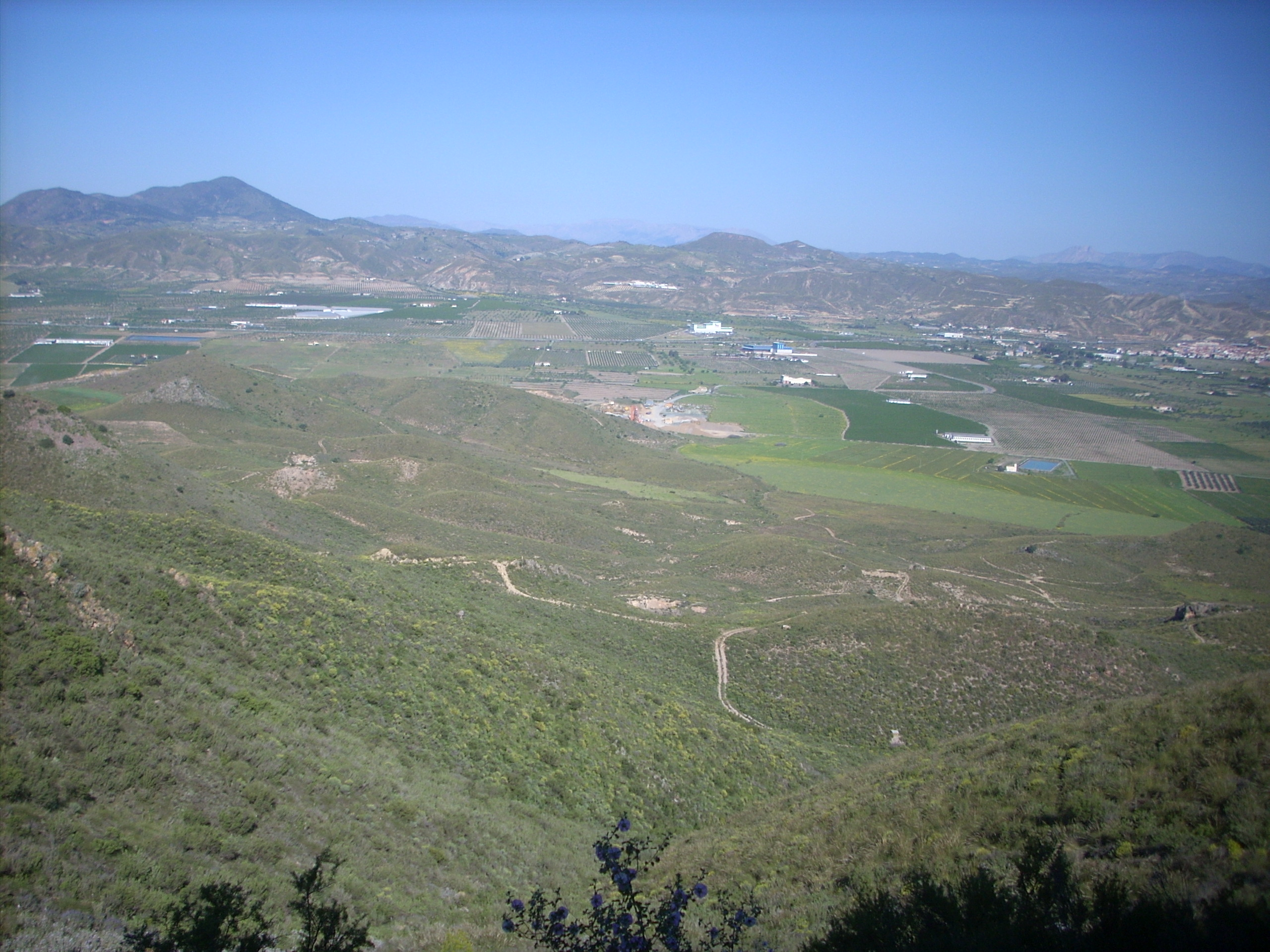
Vista desde la Cueva del Rayo

El yacimiento se localiza en un sector de gran interés arqueológico al constatarse en él una intensa ocupación de época prehistórica. Además de la Cueva del Rayo, en la sierra de Enmedio se sitúa un importante yacimiento argárico (Cañada Honda), y de allí procede una losa de piedra hallada en una tumba excavada en el poblado argárico de Los Cipreses, a más de 10 kilómetros de la sierra.

Desde el abrigo se tiene un amplio control del estrecho corredor encajado entre sierras y que permitía la comunicación entre el valle del Guadalentín y del Almanzora. Se trata de una cavidad cárstica, con boca de entrada orientada al noroeste que da acceso a un espacio de 6 metros de profundidad. Desde aquí, el abrigo se va estrechando, sobreelevándose paulatinamente hasta los 2 m aproximadamente, hasta completar un profundidad total de 14 m.

## Descripción

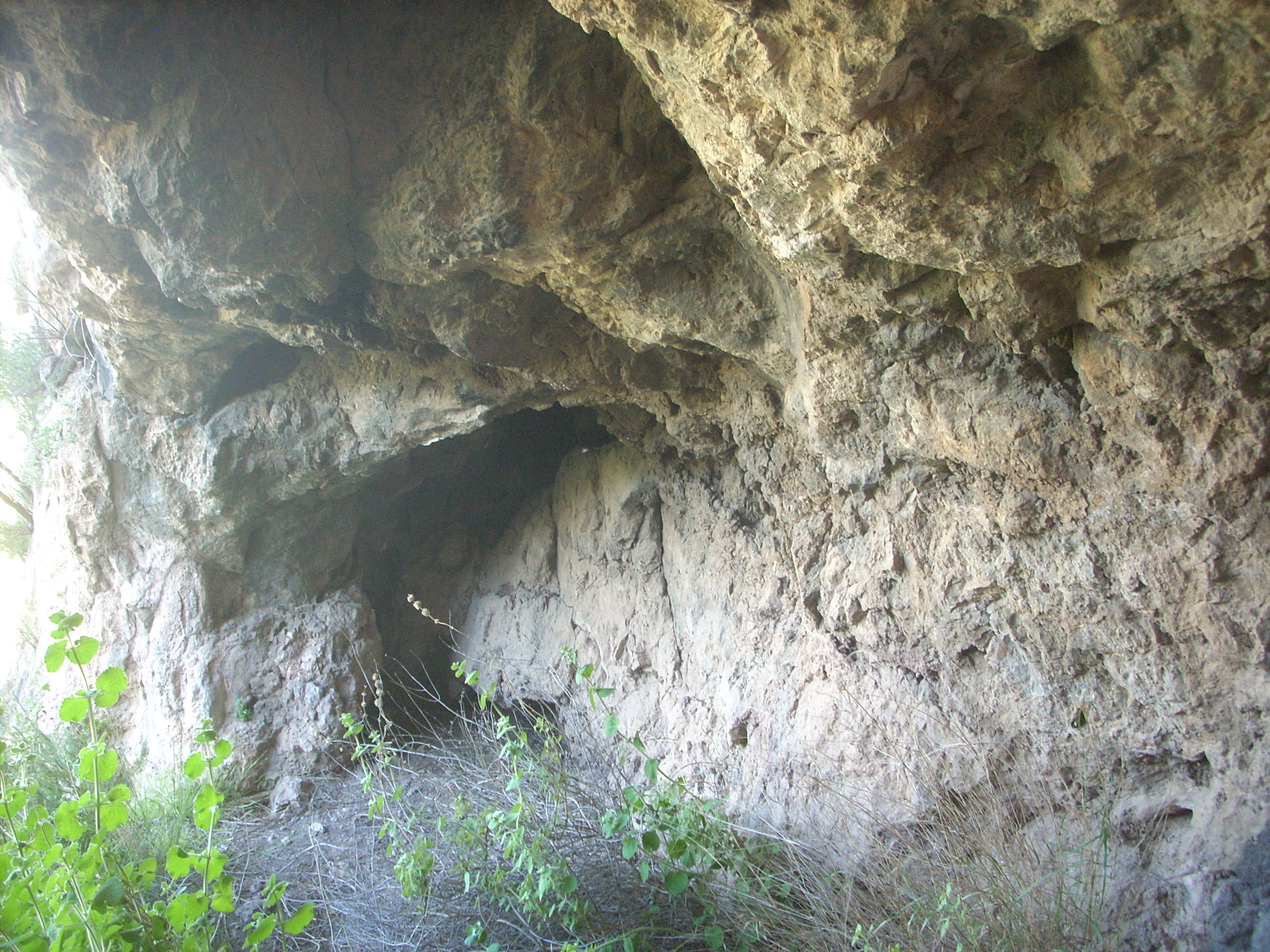
Interior de la cueva

Cueva del Rayo se conoce únicamente a raíz de los hallazgos realizados en superficie. En su interior se han constatado restos de industria lítica en sílex, fundamentalmente lascas, aunque también se ha observado un microburil, un raspador sobre extremo distal de lasca, un fragmento en lámina en soporte de sílex y numerosos restos de talla procedentes de la elaboración de las herramientas in situ.  Además, cabe destacar la presencia de una concha de gasterópodo, un hecho significativo teniendo en cuenta que la actual línea de costa se sitúa al sureste, a más de  21 kilómetros de distancia de la cueva.

Los materiales hallados en el interior de la cavidad ofrecen una cronología que abarca desde el Paleolítico Superior hasta el Neolítico (9.000 – 4.000 años a. C.).